# Albert Soler
Albert Soler Sicilia (Barcelona, España, 27 de febrero de 1966) es un gestor deportivo español. Ha sido Secretario de Estado para el Deporte y presidente del Consejo Superior de Deportes en 2011 y director general de Deportes en dos ocasiones, entre 2008 y 2011, y entre 2021 y 2023. También ha sido ejecutivo del Fútbol Club Barcelona. 

## Trayectoria

### Carrera deportiva
Empezó practicando la natación en las piscinas del equipo de su barrio, Sants, Club Esportiu Mediterrani. Posteriormente, en el mismo club, se pasó al waterpolo, disputando la División de Honor Española.

### En el FC Barcelona
En el año 2014 es nombrado Director de Relaciones Institucionales del FC Barcelona. En  2015, es nombrado Director de Deportes Profesionales, siendo el máximo responsable ejecutivo e ideólogo de todos los deportes profesionales de la entidad (Fútbol, Baloncesto, Balonmano, Hockey y Fútbol Sala). Las siguientes incorporaciones en el primer equipo de fútbol
|           | Altas                                                                            | Inversión                              | Inversión total                             | Fuente         |
| --------- | -------------------------------------------------------------------------------- | -------------------------------------- | ------------------------------------------- | -------------- |
| 2015-2016 | Arda Turam Aleix Vidal                                                           | 34M€ 18M€                              | 52M€                                        | fcbarcelona.es |
| 2016-2017 | Denis Suárez Samuel Umtiti Lucas Digne André Gomes Jasper Cillessen Paco Alcácer | 3,2M€ 25M€ 16M€ 35M€ 13M€ 30M€         | 122,2M€                                     | fcbarcelona.es |
| 2017-2018 | Nélson Semedo Gerard Deulofeu Paulinho Bezerra Ousmane Dembélé Ernesto Valverde  | 30M€ 12M€ 40M€ 105M€ + variables Libre | elmundodeportivo.es sport.es fcbarcelona.es |                |

### Formación académica
Es Licenciado en Ciencias de la Actividad Física y el Deporte por el INEFC y Máster en Gestión Pública por ESADE y la Universidad Autónoma de Barcelona. Ha sido profesor del Máster de Gestión Deportiva de la Universidad Pompeu Fabra y en el Master International 'Sports Management' de la Fundación Johan Cruyff.

### Trayectoria política
Funcionario de carrera del Ayuntamiento de Barcelona, desde su juventud ha sido militante del Partido de los Socialistas de Cataluña (PSC). Fue regidor por este partido en el distrito de Sants-Montjuic de Barcelona. En el consistorio barcelonés ha ocupado distintos cargos de responsabilidad vinculados a la gestión deportiva. De 1999 a 2005 fue director de Deportes en el Ayuntamiento de Barcelona; de 2005 a 2007 director-gerente del Institut Barcelona Esports y Director del Plan Estratégico del Deporte de Barcelona. En 2008 fue gerente del Sector de Cultura, Educación y Bienestar de Barcelona, que comprendía el área de Deportes.
En abril de 2008, con el socialista Rodríguez Zapatero al frente del gobierno español, fue nombrado director general de Deportes del Consejo Superior de Deportes (CSD). En abril de 2011 fue designado presidente del CSD —con rango de Secretario de Estado para el Deporte— tras la renuncia de Jaime Lissavetzky. Durante su mandato al frente de CSD, que duró seis meses, logró la modificación de la Ley Antidopaje española, para adaptarla al Código Mundial e impulsó la reforma de la Ley Concursal, para evitar un "uso perverso" por parte de las SAD. Renunció al cargo en octubre de 2011 para formar parte de la lista del PSC al Congreso de los Diputados en las elecciones generales de 2011, en las que obtuvo un escaño dentro del Grupo Parlamentario Socialista. 
En 2013 optó sin éxito al cargo de presidente ejecutivo de la Asociación de Clubes de Baloncesto (ACB). En junio de 2014 renunció a su acta de diputado para incorporarse al Futbol Club Barcelona como director de Relaciones Institucionales Deportivas.
En mayo de 2021 regresó a la política activa ocupando la titularidad de la Dirección General de Deportes del Consejo Superior de Deportes (CSD), cargo que ya había ocupado anteriormente. Cesó en enero de 2023 para iniciar una nueva andadura profesional en la asesoría Acento Public Affairs como director de área, puesto que dejó el 10 de marzo del 2023 para centrarse en su defensa judicial, tal y como afirmó el periódico El Español.
En marzo de 2023 la Fiscalía de Barcelona lo denuncia como cómplice y responsable en el llamado Caso Negreira, por el presunto pago en negro al vicepresidente de los árbitros de LaLiga durante casi dos décadas.
También ha sido denunciado por la Real Federación Española de Fútbol por prevaricación y omisión de su deber, al permitir y favorecer la corrupción mientras era directivo del CSD.

## Cargos desempeñados
- Director de Deportes del Ayuntamiento de Barcelona (1999-2005).
- Director general de Deportes (2008-2011),(2021-2023)
- Secretario de Estado para el Deporte (2011).
- Diputado por Barcelona en el Congreso de los Diputados (2011-2014).
- Director de deportes profesionales del FC Barcelona (2014-2021).

## Libros publicados
- Inteligencia deportiva. Plataforma Editorial. 2012. ISBN 9788415577409.

## Condecoraciones
- Medalla de oro de la Real Orden del Mérito Deportivo (2013)[13]